# トロ湾
トロ湾（トロわん、インドネシア語: Teluk Tolo、Towori）は、インドネシアのスラウェシ島（セレベス島）の東半島と南東半島の間の海域。
北隣のトミニ湾や、南西に位置するボネ湾 とは異なり、トロ湾は、国際水路機関から湾 (gulf) として認定されておらず、バンダ海の一部に含まれている。
トロ湾の北東部には、バンガイ諸島が位置している。